# イサベル1世大学
イサベル1世大学（イサベルいっせいだいがく、正式名称：イザベル1世カスティーリャ国際大学、スペイン語: Universidad Internacional Isabel I de Castilla）は、スペイン・ブルゴスに所在する私立大学である。
2008年に設立され、2011年にカスティーリャ・イ・レオン州議会から学士号、修士号、博士号を授与する認可を受けた。学問分野は、ビジネス、法学、人文学、医療科学など多岐にわたる。学長は、元ブルゴス大学法学部学部長のアルベルト・ゴメス・バラオナ（Alberto Gómez Barahona）である。

## 学部
法学部、経済学部、自然科学・技術学部、犯罪学部、健康科学学部、人文・社会科学学部、言語学部が設置されており、遠隔およびハイブリッド形式で教育が行われている。提供されるプログラムは、12の学士課程、20の修士課程、および7つの研究プロジェクトが含まれる。

## 提携
ヨーロッパ・バルセロナ経営大学院（ENEB）と連携し、経営学修士（MBA）のプログラムがあり、これは全て英語で授業が行われる。  

## 評価
2021年、同大学はフォーブス雑誌によってスペインの最優秀大学20校の一つに選ばれた。

## キャンパス
同大学には、ブルゴスとバリャドリッドにそれぞれキャンパスがある。ブルゴスのメインキャンパスは、ブルゴス大司教区の旧神学院の建物に位置し、市内の上部、ブルゴス大聖堂から約500メートルの距離にある。このキャンパスは、5階建ての建物および付属の建物にわたる6,534平方メートルの面積を占めている。学長室、メインホール、管理部、総務部、メディアライブラリー/バーチャルライブラリー、教員の作業エリアと教室、コンピューターセンターなどの施設は、フェルナン・ゴンサレス通り76番地に所在している。バリャドリッドキャンパスは、フィリピーノス通り3番地（コロン広場と鉄道駅の隣）に位置している。

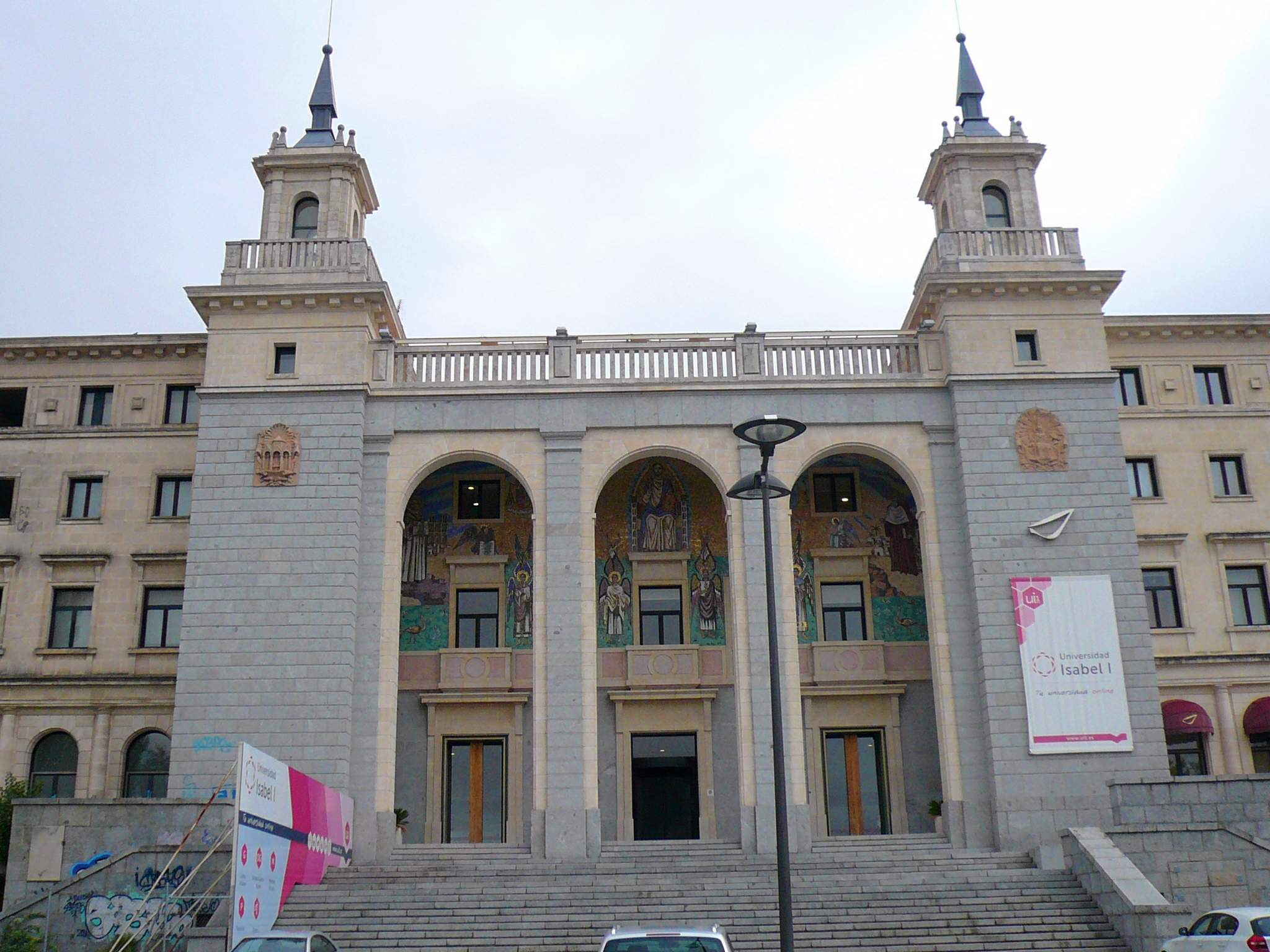
イサベル1世大学のブルゴスキャンパス